# Ibn Qurqul
Ibn Qurqūl (en árabe: ابن قرقول‎), de nombre completo Abū Isaves Ibrāhīm Ibn Yūsuf Ibn Ibrāhīm Ibn ʿAbdallah Ibn Bādīs Ibn al-Qāʾid al-ḥamzī (en árabe: أبو إسحاق إبراهيم بن يوسف بن إبراهيم بن عبدالله بن باديس ابن القائد الحمزي‎) (Andalucía, 1111-Fez, 1174) es un teólogo andalusí que estuvo activo en la Península ibérica y Marruecos.

## Biografía
Su vida es poco conocida. Es, en particular, el autor del Estudio Minuto de la Revelación Auténtica (en árabe: مطالع الأنوار‎), obra inspirada en la Luz del Alba sobre la auténtica revelación (en árabe: مشارق الأنوار‎) del cadí Ayyad en el que Ibn Qurqūl «analiza los problemas léxicos que surgen de los textos canónicos de hadices de al-Bukhari y Muslim ibn al-Hajjaj». Sólo se conserva la tercera parte de la obra, desde la letra ʿayn (ع) hasta el final del alfabeto (ي).